# Estadio Parque El Balneario
El Estadio Parque el Balneario es un estadio de Uruguay ubicado en el Balneario Parque del Plata, en el Departamento de Canelones. Pertenece al Club Deportivo Parque del Plata, donde oficina de local por la Primera División Amateur de Uruguay. 
Tiene una capacidad para 2000 personas y está situado en el lado norte del balneario, ente las calles W y la 14. Fue adquirido por el Club Deportivo Parque del Plata en 1960, luego de que se le otorgara un terreno por parte de la “Compañia Parque del Plata” encabezada por Álvarez Villamil.
Así el club comienza a construir su sueño de su estadio propio, con la colaboración de los vecinos del balneario. Siendo el primer estadio del país, fuera de Montevideo, en poseer un túnel, para la salida de los jugadores desde el vestuario al campo de juego.
En los últimos años desde su retorno a la divisional en 2017 el club ha trabajado en mejoras para poder disputar sus partidos en el escenario. Se colocaron nuevos alambrados alrededor de la cancha, resembrado de césped, mejora de muros, un sistema de red lumínica, entre otras mejoras.  En el año 2022 el club consiguió los antiguos arcos del Estadio Centenario renovados el año anterior para ser sede de la final de la Copa Libertadores 2021 y Copa Sudamericana 2021.
Para el campeonato de 2022 el club vuelve a oficiar de local en su escenario, retornando a su cancha en un partido frente a Potencia el cual terminaría igualado 0-0, con presencia de ambas hinchadas.